# Herdis Møllehave
Herdis Møllehave f. Poulsen (født 26. august 1936 i Flensborg, død 8. juni 2001 i Hove, England)  var en dansk socialrådgiver og forfatter. 
Datter af lærer Jørgen Damkjær Poulsen og lærer Erna G. Poulsen.
Blev gift den 21. juni 1958 med præsten og forfatteren Johannes Møllehave.
Herdis Møllehave arbejdede oprindeligt som socialrådgiver. Hun skrev i den egenskab en række fagbøger, men i slutningen af 1970'erne begyndte hun også at skrive romaner. Hun debuterede med Le i 1977, der beskrev en kvindeskæbne, der var tidstypisk for perioden, og hvor Møllehave brugte af sine erfaringer som socialrådgiver. Romanen blev en succes, og hun fulgte op med Lene (1980) og Helene (1983). De tre bøger er blevet oversat til flere sprog.
Var en overgang medindehaver af forlaget Blandede Bolsjer.
Herdis Møllehave er begravet på Frederiksberg Ældre Kirkegård.

## Bøger og værker
- Socialt set. En grundbog (1976)
- Le (1977)
- Du – dine rettigheder og pligter i samfundet (1978)
- Måske blir du gammel. En protestbog (1979)
- Nutidsfamilien (1979)
- Fremtidsfamilien (1979)
- Lene (1980)
- ...men i virkeligheden? (1981)
- Helene (1983)
- En bog uden navn. Om det man ikke taler om (1985 ?)